# Plummerella
Plummerella es un género de foraminífero planctónico considerado homónimo posterior de Plummerella de Long, 1942, y sustituido por Plummerita de la familia Rugoglobigerinidae, de la superfamilia Globotruncanoidea, del suborden Globigerinina y del orden Globigerinida. Su especie tipo era Rugoglobigerina (Plummerella) hantkeninoides subsp. hantkeninoides. Su rango cronoestratigráfico abarcaba desde el Cenomaniense hasta el Maastrichtiense (Cretácico superior).

## Descripción
Su descripción coincide con la del género Plummerita, ya que fue el nombre sustituto propuesto para Plummerella.

## Discusión
Plummerella fue considerado homónimo posterior del insecto hemíptero Plummerella de Long, 1942, y el nombre sustituto propuesto fue Plummerita. Clasificaciones posteriores hubiesen incluido Plummerella en la superfamilia Globigerinoidea.

## Clasificación
Plummerella incluye a las siguientes especies:
- Plummerella alpina †
- Plummerella costata †, aceptada como Plummerita costata
- Plummerella lineata †
- Plummerella hantkeninoides †, aceptada como Plummerita hantkeninoides
  - Plummerella hantkeninoides costata †, aceptada como Plummerita costata